# Audi R8
O R8 é um modelo superesportivo de dois lugares da Audi. É baseado no carro conceito Audi Le Mans Quattro, apresentado em 2003 no salão de Frankfurt.

## Descrição
Com poucas variações conforme o carro conceito. A grande grelha em forma de trapézio, identidade da marca, está bem integrada à frente, mas agora com os anéis a repousar em cima do capô e na traseira, o carro tem entradas de ar que melhoram a aerodinâmica parecidas às da frente que têm a mesma função e também a de refrigerar os travões.
Conta com motor V8 de 4,2 litros e 32 válvulas (4 por cilindro) que rende 500 cv (441 hp) a 7800 rpm, e o faz acelerar de 0 a 100 km/h em 3,8 segundos, atingindo uma velocidade máxima entre 300 km/h a 320 km/h.
Partilha a plataforma com o seu irmão Lamborghini Gallardo.
Com um comportamento fascinante dado o seu motor central, que equilibra a distribuição de pesos, contando também com a famosa tracção integral quattro.

## Audi R8 V12 TDI Concept
Um protótipo do Audi R8 com motor V12 movido a diesel (capaz de produzir 630 cv) foi apresentado na edição de 2008 do NAIAS.

## Motorização V10
Em dezembro de 2008 foi lançada uma versão equipada com motor 5.2 V10 40 válvulas de origem Lamborghini que rende 540 cv (533 hp) na versão normal, 610 cv (602 hp) na versão plus e 620 cv (612 hp) na versão performance. A versão normal chega a 315 km/h (196 mph), a versão plus chega aos 330 km/h (205 mph) e a versão performance chega a 331 km/h (206 mph) .

## Mídia
- O Audi R8 aparece do filme Transformers: Revenge of The Fallen, como o Decepticon Sideways.
- É dirigido por Robert Downey Jr. nos filmes Homem de Ferro, Homem de Ferro 2 e Homem de Ferro 3. Neste ultimo, o R8 de Tony Stark, quando a mansão dele é atacada, cai no mar.

## Galeria
- Primeira geração (2006-2012)
- Segunda geração (2015-presente)